# Замок Мерріон

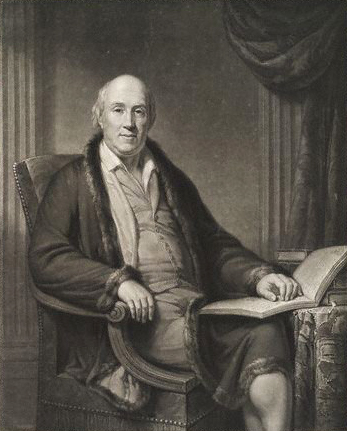
Річард ФітцВільям — VII віконт ФітцВільям.

Замок Мерріон (англ. Merrion Castle) — один із замків Ірландії, розташований у графстві Дублін, стоїть на горі Мерріон, на південь від центру Дубліна. Побудований на початку XIV століття. З XVI по XVIII століття замок Мерріон був резиденцією віконтів ФітцВільям. Після того як родина ФітцВільям переїхала в замок Маунт-Мерріон-хаус замок Мерріон був закинутий і поступово перетворювався в руїни. У 1780 році він був повністю зруйнований і ніяких слідів від нього не лишилося. Він був розташований навпроти Воріт Мерріон на місці будинку святої Марії та школи для сліпих.

## Історія замку Мерріон

### Рання історія замку Мерріон
Перша згадка про замок Мерріон в історичних документах датується 1334 роком, коли замком володів Томас Багод — нащадок сера Роберта Багода, що побудував замок Баггодтрат у 1280 році. Наприкінці XIV століття замок Мерріон належав серу Джону Крузу — відомому дипломату тих часів і воїну. У XV столітті обидва замки перейшли у володіння родини ФітцВільам — найбільших землевласників у Дубліні; Джеймс ФітцВільям — головний барон міністра фінансів Ірландії, одружився з дочкою сера Джона Крузеса. До кінця XVI століття Баггодтрат був їх улюбленим замком, за володіння яким вони вели війну з родиною Корнвелш у 1440 році. Сер Томас ФітцВільям — дід І віконта ФітцВільям під час правління Єлизавети I зробив замок Мерріон головною резиденцією родини ФітцВільям.

### Громадянська війна і Реставрація
Під час громадянської війни на Британських островах володіння такою сильною фортецею, що стояла так близько до Дубліна мало вирішальне значення для обох воюючих сторін: ірландців-католиків-роялістів та англійців-протестантів-республіканців. Всі ФітцВільями були переконаними роялістами, розмістили в замку сильний гарнізон. Але в червні 1642 року замок був захоплений прихильниками Парламенту й залишився в руках парламенту до Реставрації. ІІ віконт ФітцВільям — Олівер ФітцВільям — пізніше граф Тірконнелл мав деякий вплив на Генрі Кромвеля, благав його повернути замок і маєтки, але марно. З огляду на традиційну лояльність його родини до династії Стюартів, він цілком міг би очікувати його швидке повернення майна після реставрації монархії в 1660 році. Але в пост-реставраційній Ірландії підозрювали, що граф Тірконнелл є прихильником Олівера Кромвеля, тому замок і маєтки повернули лише в 1663 році.
Хоча замок Мерріон сильно постраждав під час громадянської війни, але він лишався престижним житлом і лишався найбільшим приватним замком у Дубліні. Лорд Тірконнелл багато зробив для відновлення замку Мерріон і помер у цьому замку в 1667 році. Замок лишився головною резиденцією родини ФітцВільям до 1710 року, коли Річард ФітцВільям — V віконт ФітцВільям почалося будівництво замку Маунт Мерріон Хаус.

### Руїна
У 1710 році замок був повністю покинутий, перетворився в пустку й поступово руйнувався. У 1720 році він уже перетворився на руїну й газети повідомляли, що там живе багато диких і великих гризунів, яких газети назвали «мармонти» (marmonts). Напевно, це були коричневі пацюки, які щойно з'явилися в Ірландії в 1722 році, за кілька років до своєї першої появи в Англії, випадково завезені кораблями з Індії.
Габріель Беранже намалював руїни замку близько 1765 року. Австін Купер обстежував їх у 1780 році, але коли він відвідав замок вдруге, то замок повністю розібрали. Проте, Топографічний Словник Ірландії 1837 року видання говорить, що лишились деякі руїни, що повиті плющем — можливо вони ще існували в той час.